# Alstroemeria isabellana
Alstroemeria isabellana är en alströmeriaväxtart som beskrevs av Herb.. Alstroemeria isabellana ingår i släktet alströmerior, och familjen alströmeriaväxter. Inga underarter finns listade i Catalogue of Life.